# Collix promulgata
Collix promulgata är en fjärilsart som beskrevs av Louis Beethoven Prout 1929. Collix promulgata ingår i släktet Collix och familjen mätare. Inga underarter finns listade i Catalogue of Life.